# Eva Hovenkamp
Eva Hovenkamp (Ede, 19 luglio 1996) è una velocista olandese.

## Biografia
Nel febbraio 2016 conquista la medaglia di bronzo nei 200 metri ai campionati olandesi indoor di Apeldoorn, con un tempo di 23"23 che la piazza dietro a 
Nicky van Leuveren (23"39) e Naomi Sedney (23"46).
Alcuni mesi dopo gareggia con la staffetta 4x400 m agli europei di Amsterdam 2016 (con lei Lisanne de Witte, Laura de Witte e Nicky van Leuveren), dove migliora il record olandese con un 3'29"18 alle qualificazioni. In finale la squadra olandese ottiene un settimo posto a 3'29"23, comunque valido per l'accesso alle Olimpiadi di Rio de Janeiro 2016.
Agli europei a squadre di Lilla 2017 ottiene un settimo posto (3'31"79 con Anna Sjoukje Runia e le sorelle de Witte) nella staffetta 4×400 m. Il bilancio finale per la spedizione olandese si rivela deludente, con soli due ori, e al termine della competizione i Paesi Bassi sono retrocessi in First League.

## Progressione

### 100 metri piani
| Stagione | Risultato | Luogo   | Data      | Rank. Mond. |
| -------- | --------- | ------- | --------- | ----------- |
| 2016     | 11"99     | Hengelo | 22-5-2016 |             |
| 2015     | 11"79     | Hengelo | 24-5-2015 |             |
| 2014     | 11"90     | Tilburg | 9-6-2014  |             |

## Palmarès
| Anno | Manifestazione    | Sede      | Evento      | Risultato  | Prestazione | Note                                     |
| ---- | ----------------- | --------- | ----------- | ---------- | ----------- | ---------------------------------------- |
| 2014 | Mondiali juniores | Eugene    | 4×100 m     | Batteria   | 45"29       |                                          |
| 2016 | Europei           | Amsterdam | 4×400 m     | 7ª         | 3'29"23     |                                          |
| 2017 | Europei under 23  | Bydgoszcz | 400 m piani | Batteria   | 53"25       |                                          |
| 2017 | Mondiali          | Londra    | 4×400 m     | Batteria   | dq          |                                          |
| 2019 | Universiadi       | Napoli    | 400 m piani | Semifinale | 54"27       | Miglior prestazione personale stagionale |
| 2021 | World Relays      | Chorzów   | 4×400 m     | 4ª         | 3'30"12     |                                          |